# Damilola Adegbite
Damilola Adegbite (nombre de nacimiento: Oluwadamilola Adegbite, 18 de mayo de 1985) es una actriz y modelo nigeriana. Es conocida por interpretar a Thelema Duke en la telenovela Tinsel y a Kemi Williams en la película Flower Girl. Ganó el premio a mejor actriz en una serie de televisión en los Nigeria Entertainment Awards de 2011.

## Biografía
Nació en Surulere, en el Estado de Lagos. Asistió al Queen's College, en Yaba (Lagos) y estudió Administración de Empresas en la Universidad Bowen, en Iwo (Osun). Su actuación debut fue en Tinsel; antes también había aparecido en comerciales de televisión y había conducido programas.
En agosto de 2014, Adegbite se comprometió con el actor Chris Attoh, a quien había conocido en el rodaje de Tinsel, y en septiembre nació su hijo, Brian. Se casaron el 14 de febrero del año siguiente en una ceremonia privada en Acra. En septiembre de 2017 se divorciaron y se eliminaron mutuamente de las redes sociales. En 2019 declaró que no estaba lista para volver a casarse.

## Filmografía

### Películas
- 6 Hours to Christmas (2010)
- Flower Girl (2013)
- Heaven's Hell (2015)
- Isoken (2017)
- Banana Island Ghost (2017)
- The Missing (2017)
- From Lagos with Love (2018)
- Merry Men: The Real Yoruba Demons (2018)
- Merry Men 2: Another Mission (2019)
- Coming from Insanity (2019)
- Crossroads Siwoku (2020)

### Televisión
- Tinsel (2008–2012)
- Before 30 (2015–presente)

### Teatro
- The V Monologues